# Hasán Nasralá
Hasán Nasralá (en árabe: حسن نصر الله‎; Beirut, 31 de agosto de 1960-Beirut, 27 de septiembre de 2024) fue un clérigo y político libanés que se desempeñó como secretario general del partido político y cuerpo armado chií Hezbolá desde 1992 hasta su asesinato en 2024. 
Nacido en el seno de una familia chií en los suburbios de Beirut en 1960, Nasralá terminó su educación en Tiro, cuando se unió brevemente al Movimiento Amal, y luego en un seminario chií en Baalbek. Más tarde estudió y enseñó en una escuela Amal. Se unió a Hezbolá, que se formó para luchar contra la invasión israelí de Líbano en 1982. Después de un breve período de estudios religiosos en Irán, regresó al Líbano y se convirtió en el líder de Hezbolá después de que su predecesor fuera asesinado por un ataque aéreo israelí en 1992.
Bajo su liderazgo, Hezbolá adquirió cohetes de mayor alcance, lo que le permitió atacar el norte de Israel. Después de que Israel sufriera numerosas bajas durante sus 18 años de ocupación del sur del Líbano, Israel retiró sus fuerzas en 2000, lo que aumentó enormemente la popularidad de Hezbolá en la región y reforzó su posición en el Líbano. Hezbolá cultivó la imagen mediática de Nasralá como una autoridad carismática, aunque esta imagen se debilitó más tarde. El papel de la milicia libanesa en la emboscada a una unidad de patrulla fronteriza israelí antes de la Guerra del Líbano de 2006 fue objeto de críticas, aunque proyectó el final de la guerra como una victoria libanesa y árabe.
Durante la guerra civil siria, Hezbolá luchó del lado del gobierno sirio contra lo que Nasralá denominó «extremistas islamistas». Así mismo promovió el «Eje de la Resistencia», una coalición informal de grupos respaldados por Irán centrados en la oposición a Israel y Estados Unidos. Después del ataque liderado por Hamás contra Israel del 7 de octubre de 2023, Hezbolá se involucró en la guerra contra Israel, lo que resultó en un conflicto que afectó a ambos lados de la frontera.
El 28 de septiembre, el ejército israelí afirmó haberle matado, en un ataque aéreo contra Beirut, en el que también murieron seis personas, 91 resultaron heridas y arrasó seis edificios de apartamentos. Poco después, el grupo libanés confirmó la muerte de su líder.

## Formación académica e influencias
Nacido el 31 de agosto de 1960 en Beirut. Hasán Nasralá cursó estudios de primaria en un colegio llamado al-Nayah, y en el Instituto Sen al-Fil en el Líbano terminó los estudios de secundaria. Entonces estalló la guerra civil libanesa, por lo que Nasralá se vio obligado a volver a casa de sus padres en el poblado de Al-Bazuriyya, situado al sur del Líbano, donde continuó los estudios de secundaria en un instituto en Tiro. Hasán Nasralá, aprovechando su estancia en Bazuriyya, se unió al Movimiento Amal (Haraka al-Muqawama al-Lubnaniya), cuyo fundador era Musa Sadr. En su momento, esta elección se percibió como extraña, ya que los chiíes se decantaban por el marxismo, y Amal no lo era y eso fue novedoso. Un poco más tarde, Nasralá se convirtió en el delegado de este movimiento en su poblado.
Dos años después, guiado por su interés en saber más del chiismo, se trasladó a la ciudad de Tiro para conocer a Mohamed al-Arui, profesor de Educación Islámica en una de las mezquitas de la ciudad. 
Nasralá aprovechó la amistad que entabló con al-Arui y le pidió que le ayudase a viajar a la ciudad de Nayaf, en Irak, una ciudad santa chií que reunía a los mejores sabios de esta rama del islam. Efectivamente, al-Arui no solo le financió el viaje a Nayaf, sino que también le dio una carta de recomendación para Muhammad Baqir al-Sadr, uno de los mejores conocedores del chiismo. 
Una vez llegó Nasralá a la ciudad de Nayaf, buscó la manera de encontrarse con Muhammad Baqir al-Sadr. Algunos le dirigieron a Abbas al-Musawi, íntimo amigo de Bakr-al-Sadr. El encuentro de Nasralá con al-Musawi constituyó un cambio significativo en su vida política, porque a raíz de ello se entabló entre ellos una amistad sumamente estrecha, y en 1982 estos dos hombres desempeñaron un papel protagonista en la historia del Líbano al fundar el partido Hezbolá.
Pocos días más tarde se conocieron Nasralá y Bakr-al-Sadr. Este último pidió a al-Musawi que cuidase de él, que le financiase los estudios y que fuera el profesor que se encargara de enseñarle. Al-Musawi es conocido por su método intenso y estricto dando clases. De hecho, sus alumnos conseguían asimilar en dos años el contenido que normalmente se daba en cinco años en al-Hawza, escuela de jurisprudencia de la doctrina imamí. De esta manera, Nasralá consiguió avanzar en sus estudios religiosos en un tiempo relativamente corto, dado que en 1978 ya había acabado la primera parte de su formación. Sin embargo, en este año el panorama político en Irak se tensó debido a que el Gobierno iraquí decidió limitar el espacio de actuación para los estudiantes religiosos extranjeros, especialmente para los estudiantes libaneses, hasta tal punto que un día de ese año la Policía iraquí se presentó en la escuela donde daba clases al-Musawi con la intención de detenerle. Por suerte, al-Musawi se encontraba en ese momento en el Líbano. La misma suerte tuvo Nasralá al hallarse en otro lugar, porque de lo contrario lo hubieran detenido al igual que sus compañeros que sí estaban en clase en tal momento. Por ese motivo, Nasralá tomó la decisión de volver al Líbano antes de que fuera detenido.
Nada más regresar al Líbano, se inscribió en una escuela de jurisprudencia islámica para continuar su formación. Asimismo, volvió a activarse como militante en el Movimiento Amal con el fin de ejercer nuevas actividades políticas en la ciudad en nombre del movimiento.

### Formación religiosa
Creció en un barrio pobre de Karantina, al este de Beirut, sin servicios básicos como agua corriente o electricidad, en una zona de chabolas. Su padre era dueño de una pequeña tienda de ultramarinos.
Sus padres consiguieron reunir el dinero necesario para enviarlo a una escuela privada, donde la minoría chií de alumnos era a menudo acosada por grupos de niños suníes.
Al estallar la guerra civil libanesa en 1975, uno de los campos de batalla fue su barrio natal, por lo que su familia se mudó al sur del país, estableciéndose en la ciudad de Tiro, de donde eran originarios.
Líbano, patria de Hasán Nasralá y país de gobiernos compartidos entre distintas facciones, vive hasta la década de 1970 un gran desarrollo económico, tanto que la denominan en ciertos ámbitos como la "Suiza de Oriente Próximo". Pero finalmente el equilibrio político religioso de siglos atrás estalla violentamente durante la guerra civil entre facciones religiosas, cristianos maronitas, drusos, musulmanes chiíes y suníes, alimentada por intereses internacionales. Las luchas internas y los conflictos con Israel, que invadió el país en 1982 y en 2006, continúan aún hoy en día con una fuerte presión de los países vecinos sobre el territorio en Oriente Próximo.
Con tan solo 15 años, un joven Nasralá se trasladó a la ciudad santa de Nayaf, en Irak, e ingresó en su hawza `ilmiyya (حوزة علمية), es decir, el seminario religioso, para empezar sus estudios como mulá y convertirse en un clérigo del Islam. En 1978 fue expulsado del país por el régimen de Sadam Huseín y durante la década de 1980 se trasladó a Qom, el gran centro de enseñanza chií en Irán, para estudiar jurisprudencia islámica, aunque nunca destacaría en los estudios islámicos.
En estos centros de estudio religioso conoció a sus mentores espirituales, personalidades reconocidas en el mundo islámico, especialmente los ayatolás Ruhollah Jomeini —futuro líder de la Revolución Iraní de 1979— su tutor personal Mohammed Sadiq al-Sadr, padre de Muqtada al-Sadr, y al sucesor desde 1989 de Jomeini, Alí Jamenei.

#### Ruptura con el Movimiento Amal y militancia en Hezbolá
En 1982 Nasralá, junto con otros miembros del Movimiento Amal, decidió dar por finalizada su militancia en esa organización debido a las diferencias de opinión sobre cómo había que actuar frente a la invasión israelí.
Poco tiempo más tarde formó parte de las primeras células recién creadas de Hezbolá, un acto que coincidía con la consolidación de la Revolución Islámica en Irán. Las principales funciones que desempeñó fueron de ejecutivo y consejero. Rápidamente, su carisma y las dotes de liderazgo le abrieron paso para que en 1992, después de la muerte de Abbas al-Musawi, llegó a ocupar la posición de Secretario General de Hezbolá. La dirección de Hezbolá depositó en él una confianza considerable debido al saber hacer que mostró con sus decisiones que tuvo que tomar en un momento de máxima tensión. 
Nasralá dirigió numerosas operaciones militares contra Israel. Las más destacables fueron: la Operación Rendición de Cuentas en 1993 y la Operación Uvas de la Ira en 1996. Estas operaciones dieron como resultado el Acuerdo de Abril firmado con el país hebreo, percibido como una victoria, y la liberación de gran parte del Líbano en 2000.

## Primeras actividades
Desde 1975 Hasán Nasralá participó en el Movimiento Amal, dirigido por Musa al-Sadr. Unos años después, Amal lo elige como su delegado político en Bekaa.
En 1982 la República Islámica de Irán ayudó y financió la creación de Hezbolá para enfrentarse a la invasión del sur del Líbano por parte de Israel, que pretendía expulsar las guerrillas de la Organización para la Liberación de Palestina (OLP). Nasralá se integró en la nueva organización, que a la postre, durante la década de 1980, se enfrentaría también en luchas sangrientas con el Movimiento Amal, donde había militado originalmente.
En 1988 el conflicto civil libanés se agravaba, mientras Nasralá permanecía a la vanguardia del brazo armado de la organización enfrentándose a su propio hermano mayor, con el nombre de guerra Yihad al-Huseini, que permanece en el Movimiento Amal. Su lealtad le hizo ganar seguidores dentro de Hezbolá.

## Carrera política

### Liderazgo en Hezbolá
En 1992 las fuerzas israelíes mataron a Abbas al-Musawi, hasta entonces cabecilla de Hezbolá, propiciando el ascenso de Nasralá, tímido y poco conocido, su ascenso a la secretaría general con tan solo 32 años.
Pero al margen de los propios conflictos de la organización con otros movimientos y organizaciones libanesas, el principal objetivo marcado desde su origen, con más discursos políticos que religiosos, es la resistencia contra Israel, política que continúa Nasralá. En 1997 su hijo Hadi, de 18 años, murió en un enfrentamiento con los israelíes, que capturaron su cadáver. Tardará casi un año en recuperar el cuerpo, junto con los de otros 38 combatientes muertos de Hezbolá, así como la liberación de 60 prisioneros libaneses, a cambio de un militar israelí muerto en una emboscada.

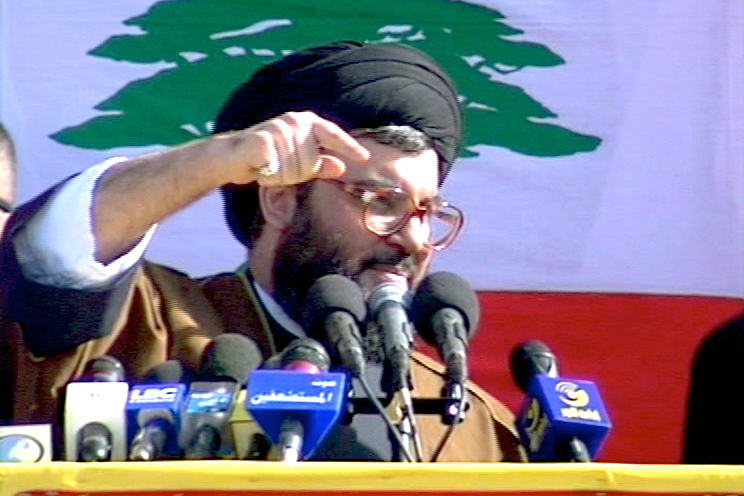
Nasralá pronunciando un discurso en mayo de 2000, justo después de la retirada israelí

En 2000, los israelíes aceptaron la retirada de sus tropas del sur del Líbano por debajo de la frontera internacional, en cumplimiento de la Resolución 425 del Consejo de Seguridad de la ONU, tras 18 años de presencia. Ese mismo año, Hezbolá preparó una emboscada que se saldaría con la muerte de 3 soldados y la captura de sus cadáveres, además del secuestro de un coronel retirado, todos ellos israelíes. Tres años después, Israel aceptó liberar a 400 prisioneros palestinos de Gaza y Cisjordania, además de 23 militantes libaneses, que regresarían a su país.
A principios de 2005, tras el asesinato del primer ministro libanés Rafik Hariri, se desencadenó un movimiento cívico de protesta conocido como la Revolución del Cedro, que exigía la celebración de elecciones libres y la inmediata retirada de la presencia militar de Siria, con 14 000 soldados en suelo libanés. En abril del mismo año, las manifestaciones lograron la retirada completa de las tropas regulares sirias y sus respectivos servicios de inteligencia.
Estas circunstancias aumentaron las críticas hacia Hezbolá dentro del Líbano, que se manifestó a favor de la presencia de Siria, gobierno aliado de Nasralá. No obstante, desde julio del mismo año, los miembros de Hezbolá gobiernan en coalición gracias a sus diputados en el Parlamento libanés.

### Guerra del Líbano de 2006

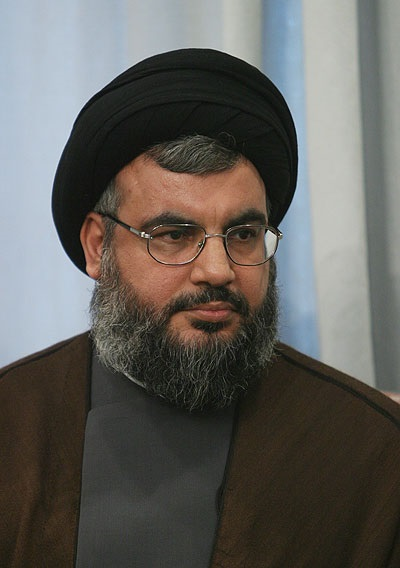
Nasralá durante una visita a Irán en 2006

El 12 de junio de 2006, Hezbolá volvió a capturar a dos soldados y eliminar a otros ocho soldados israelíes en unos ataques del brazo armado de la organización, la Resistencia Islámica, contra puestos fronterizos israelíes lanzados desde el sur del Líbano, pero esta vez no se produjeron negociaciones. Durante los primeros días se inició una escalada bélica que desembocó en la guerra del Líbano de 2006, con el objetivo principal de reducir y dañar a la organización por parte de Israel y sus aliados.
Su posición de hostilidad, aunque al principio criticada por parte de los medios políticos locales, finalmente consiguió no solo acallar o suavizar las críticas de sus enemigos libaneses, sino que le hizo aumentar su popularidad. En uno de sus discursos al final del conflicto, un día después del alto el fuego, describió: «Estamos ante una victoria histórica y estratégica, no es ninguna exageración, esta victoria es para todo el Líbano, para toda la resistencia y para la Umma».
Hasán Nasralá es una figura popular en el mundo árabe. Frecuentemente polémico, es visto por muchos musulmanes como un héroe de la resistencia libanesa y la causa palestina. Para una gran parte de la sociedad occidental y el vecino Estado de Israel es un peligroso caudillo terrorista que incita al odio antisemita. En más de una ocasión, Israel ha intentado acabar con su vida mediante operaciones denominadas como asesinatos selectivos.
Otros lo definen como a medio camino entre un guerrillero y un político, una especie de mezcla entre el ayatolá Jomeini y el Che Guevara, un populista de discurso islámico y un carismático táctico de guerrilla.
El último conflicto con Israel ha aumentado su popularidad y ha acallado algunas críticas hacia su organización en el Líbano y algunos países árabes, como Arabia Saudí, Jordania o Kuwait. Incluso se ha ganado un cierto respeto entre algunos de sus enemigos más acérrimos en cuanto a su liderazgo. Yossi Alpher, alto oficial del Mosad ya retirado, decía de Hasán Nasralá que es «un espléndido líder: listo, carismático y valiente».

### Presunto intento de asesinato
El 15 de octubre de 2008, la fuente de noticias iraquí Almalaf, informó que Nasralá había sido envenenado la semana anterior, citando fuentes en el Líbano, y que fue salvado por médicos iraníes que fueron al Líbano para tratarlo. Las fuentes dijeron al periódico que una sustancia química particularmente venenosa fue utilizada contra el líder de la milicia chiita. Su estado de salud fue aparentemente crítico durante varios días hasta que llegaron los médicos iraníes y lograron salvarle la vida. Almalaf afirmó que las fuentes creían que era muy probable que el envenenamiento fuera un intento de asesinato por parte de Israel.

## Guerra civil siria
El 25 de mayo de 2013, Nasrallá anunció que Hezbolá está luchando en la guerra civil siria contra "extremistas islamistas" y "prometió que su grupo no permitirá que militantes sirios controlen áreas fronterizas con el Líbano". Confirmó que Hezbolá estaba luchando en la estratégica ciudad siria de Qusair del mismo lado que el ejército sirio. En el discurso televisado, dijo: "Si Siria cae en manos de Estados Unidos, Israel y los takfiris, la gente de nuestra región entrará en un período oscuro".
En julio de 2014, el sobrino de Nasralá murió en combate en Siria.

## Asesinato

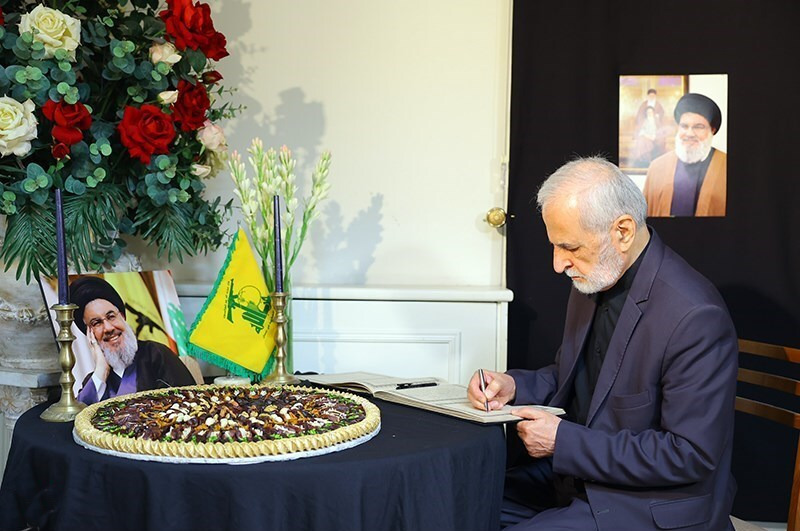
El exministro de Asuntos Exteriores iraní, Kamal Kharazi, rinde homenaje a Nasralá tras su muerte

El 27 de septiembre de 2024, Israel lanzó un ataque aéreo contra los suburbios del sur de Beirut. Fuentes militares israelíes afirmaron que el blanco de la operación eran los «cuarteles centrales» de Hezbolá, ubicados en el barrio de Dahiya, un barrio del sur de la capital libanesa con una fuerte presencia de Hezbolá. Así mismo, el ejército israelí acusó a Hezbolá de tener estas oficinas «insertadas en edificios residenciales». El Ministerio de Salud libanés adelantó un primer balance provisional de víctimas con dos muertos y 76 heridos, aunque aseguró que las tareas de salvamento aún no habían acabado, lo que hacía temer que «este número de víctimas aumente en las próximas horas». Según medios israelíes, el principal objetivo del ataque podría haber sido el líder de la milicia, Hasán Nasralá. En represalia por el ataque, Hezbolá atacó la ciudad de Safad, en el norte de Israel, con salvas de cohetes «en defensa del Líbano y su gente y en respuesta a los bárbaros ataques de Israel contra ciudades, pueblos y civiles», que según la policía israelí no provocó heridos pero si grandes daños materiales. También atacaron la ciudad de Carmiel, en el norte de Israel, y el kibutz Sa’ar con docenas de cohetes.
El 28 de septiembre, el jefe del Estado Mayor de Israel, el teniente general Herzi Halevi, dijo que la eliminación de Nasralá «no era el fin de nuestras herramientas», indicando que se planeaban más ataques. Lo que parece indicar que el Ejército israelí da por muerto al líder de Hezbolá. Poco después, el grupo libanés confirmó la muerte de su líder. El Ministerio de Salud libanés dijo que en el ataque seis personas murieron y 91 resultaron heridas, que arrasaron seis edificios de apartamentos. Aparentemente, murió a causa de los vapores tóxicos que inhaló mientras estaba bajo los escombros, ya que supuestamente no había sufrido heridas físicas. Otras fuentes sugirieron que había muerto por un traumatismo contundente sufrido durante el ataque.
Inicialmente estaba previsto que Hashem Safiedín fuera su sucesor, pero también murió en los ataques aéreos de las FDI en Dahieh. Por lo que finalmente Naim Qassem fue elegido secretario general de Hezbolá el 29 de octubre de 2024. Después de su muerte, Nasralá fue enterrado temporalmente en un lugar secreto para evitar posibles ataques israelíes contra los partidarios de Hezbolá durante su funeral.
El 3 de octubre el ministro de Exteriores en funciones de Líbano, Abdalá Bu Habib, afirmó en una entrevista concedida a la periodista estadounidense Christiane de la Public Broadcasting Service (PBS) que Nasralá, dio su autorización al acuerdo de alto el fuego de 21 días con Israel poco antes de morir y que informaron de esa decisión tanto a Estados Unidos como a Francia, y que estos les comunicaron que el primer ministro israelí, Benjamin Netanyahu, también había aceptado.

## Funeral

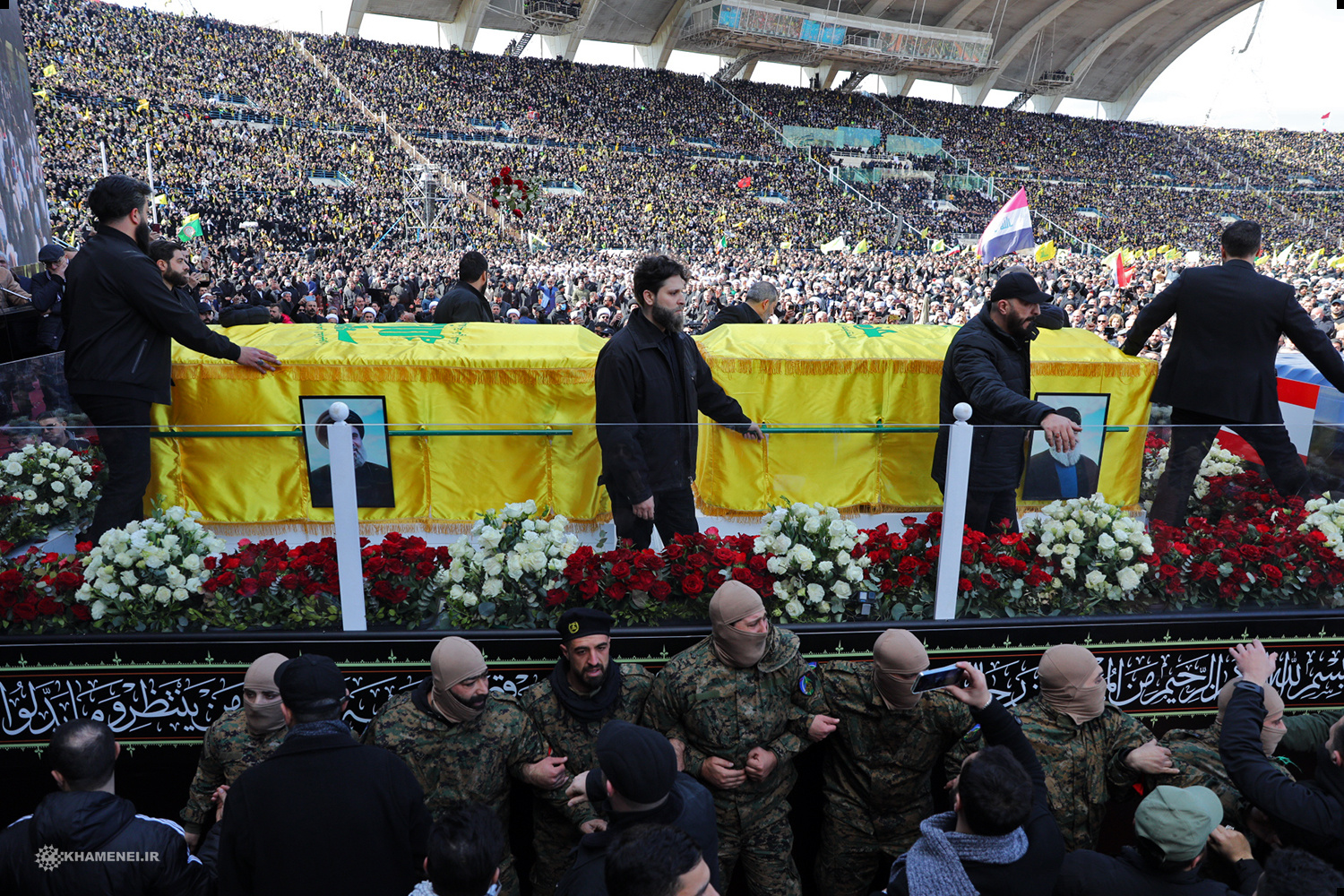
Féretros con los restos mortales de Nasralá y Safiedín durante su funeral

Tras el alto el fuego y la retirada parcial de las fuerzas israelíes de las posiciones del sur del Líbano que ocupaban, el 23 de febrero de 2025 se celebró en la capital un funeral por Nasralá y Hashem Safiedín. Decenas de miles de libaneses asistieron al funeral, que se celebró en el Estadio Ciudad Deportiva Camille Chamoun que tiene capacidad para 50.000 personas; muchos de los asistentes ondeaban la bandera de Hezbolá y sostenían retratos de Nasralá y Safiedín. Ali Daamoush, un alto funcionario de Hezbolá, afirmó que alrededor de 800 personalidades de 65 países asistirían al funeral, además de miles de individuos y activistas de todo el mundo.
Entre las personalidades presentes en el funeral estaba el presidente del Parlamento libanés, Nabí Berri, en representación del presidente del país, Joseph Aoun, así como representantes de Irán, Irak y Yemen, el ministro de Asuntos Exteriores de Irán, Abbas Araghchi, leyó un texto de recuerdo dedicado a Nasralá, donde describió a los dos fallecidos como «dos héroes de la resistencia». En el acto también intervino el actual líder de Hezbolá, Naim Qasem, quien en unas imágenes proyectadas en las pantallas del estadio defendió dar «una oportunidad a la diplomacia sin renunciar a la resistencia».
Horas antes de que comenzara el funeral, a las 13:00 hora local, las fuerzas aéreas israelíes lanzaron varios ataques aéreos en el sur del Líbano contra supuestos objetivos de Hezbolá, que según informó la agencia oficial de noticias libanesa, NNA, dejaron al menos una niña herida en uno de estos ataques, ocurrido entre las poblaciones de Qlaila y Samaiyeh, cerca de Tiro. Más tarde, el ministro de Defensa de Israel, Israel Katz, escribió en X, que los aviones israelíes estaban sobrevolando el estadio mientras se celebraba el funeral para «transmitir un mensaje claro: quien amenace con destruir a Israel, ese será su fin».
Después del funeral, el cuerpo de Nasralá fue enterrado en un mausoleo cerca del aeropuerto de Beirut, mientras que Safiedín fue enterrado en su ciudad natal de Deir Qanoun En Nahr, en el sur del Líbano.

## Vida personal
Nasralá estaba casado con Fátima Yasin y tuvieron cuatro hijos: Muhammad Javed, Zainab, Muhammad Ali y Muhammad Madi.
La noche del 12 de septiembre de 1997, cuatro combatientes de Hezbolá murieron en una emboscada israelí cerca de Mlij. Uno de los muertos era Muhammad Hadi, de dieciocho años, el hijo mayor de Nasralá. Cinco soldados libaneses y una mujer murieron en un ataque aéreo simultáneo al norte de la zona de seguridad. Los ataques fueron vistos como una respuesta a la operación de una semana antes en la que murieron doce comandos israelíes. Nasrallá fue citado diciendo al recibir la noticia de la muerte de su hijo: "Estoy orgulloso de ser el padre de uno de los mártires".
Cuando las FDI publicaron fotos del cuerpo de su hijo y ofrecieron cambiarlo por partes del cuerpo de los muertos en la emboscada anterior, Nasralá respondió: "Quédenlo. Tenemos muchos más hombres como Hadi listos para ofrecerse a la lucha". Se celebró un período de luto de siete días en el sur de Beirut, al que asistieron unas doscientas mil personas diariamente.
Los restos de su hijo fueron devueltos al Líbano en 2004, como parte del acuerdo de intercambio de prisioneros entre Israel y Hezbolá, donde Nasralá jugó un papel importante.
Según los medios de oposición sirios, Nasralá era cuñado del comandante de Hezbolá, Wissam al-Tawil, quien murió en un ataque aéreo israelí en enero de 2024.
El 25 de mayo de 2024, los medios de comunicación de Hezbolá declararon que la madre de Nasralá, Hajja Umm Hassan, había muerto.
El 27 de septiembre de 2024, su hija Zainab murió en un ataque aéreo israelí.